# Sentientisme
Le sentientisme, également appelé sentiocentrisme ou sentio-centrisme, est une théorie éthique qui place les individus sentients au centre des considérations morales. La sentience désigne ici la capacité à ressentir des expériences subjectives, en particulier du bonheur ou de la souffrance.
Les sentientistes considèrent que les humains ne sont pas les seuls individus sentients à avoir des intérêts qui doivent être pris en compte. Ils estiment que le fait d'avoir un biais en faveur de sa propre espèce constitue une forme de discrimination arbitraire appelée spécisme. Le sentientisme s'oppose à la philosophie de l'anthropocentrisme.

## Histoire
Le mot sentience provient du latin sentire (« percevoir, sentir, connaître »).

Le philosophe utilitariste du XVIIIe siècle Jeremy Bentham a été l'un des premiers à défendre le sentientisme. Il soutenait que tout individu capable d'une expérience subjective devait être considéré comme un sujet moral. Les membres des espèces capables d'éprouver du plaisir et de la souffrance sont donc inclus dans cette catégorie. Dans son Introduction aux Principes de la Morale et de la Législation, Bentham établit une comparaison entre l'esclavage et le sadisme envers les humains et les animaux non humains :

« Les Français ont déjà découvert que la noirceur de la peau n'est pas une raison pour qu'un être humain soit abandonné sans recours au caprice d'un bourreau [voir le Code Noir de Louis XIV] ... Qu'est-ce qui détermine la ligne infranchissable ? Est-ce la faculté de raisonner, ou, peut-être, la faculté de discourir ? Mais un cheval ou un chien adulte est sans comparaison un animal plus rationnel, un animal plus facile à converser, qu'un enfant d'un jour, d'une semaine ou même d'un mois. Mais si le cas était différent, qu'est-ce que cela changerait ? La question n'est pas de savoir s'ils peuvent raisonner, ni de savoir s'ils peuvent parler, mais de savoir s'ils peuvent souffrir. »

— Jeremy Bentham, Introduction to the Principles of Morals and Legislation, (1823), 2e édition, chapitre 17, note de bas de page.
Le philosophe américain J. Howard Moore (fin du XIXe et du début du XXe siècle), dans Better World Philosophy (1899), a décrit chaque individu sentient comme étant dans un état de lutte permanente. Selon lui, ce qui les aide dans leur lutte peut être appelé bon et ce qui s'oppose peut être appelé mauvais. Moore pensait que seuls les êtres sentients peuvent porter de tels jugements moraux, parce qu'ils sont les seules parties de l'univers à pouvoir ressentir du plaisir et de la souffrance. Par conséquent, la sentience et l'éthique sont inséparables, ainsi chaque partie sentiente de l'univers a une relation éthique intrinsèque avec toutes les autres parties sentientes, mais pas les parties non-sentientes:81–82. Moore a utilisé le terme de « zoocentrisme » pour décrire l'idée selon laquelle une considération et des soins universels devaient être accordés à tous les êtres sentients ; il pensait cette notion trop difficile à comprendre pour les humains à leur stade actuel de développement:144.
Peter Singer,, Tom Regan, et Mary Anne Warren, sont d'autres philosophes éminents ayant abordé ou défendu la thèse du sentientisme.

## Concept
Le sentientisme considère que la sentience est la condition nécessaire et suffisante pour s'inscrire dans la sphère morale. Par conséquent, en dehors des humains, d'autres organismes sont moralement importants en eux-mêmes. Selon ce concept, il existe des organismes capables d'éprouver des expériences subjectives, qui comprennent la conscience de soi, la rationalité ainsi que la capacité de ressentir la douleur et la souffrance.
Certaines sources considèrent le sentientisme comme étant une modification de l'éthique traditionnelle et que la considération morale doit être étendue aux autres animaux sentients. L'utilitarisme inclut le sentientisme, garantissant ainsi à tous les êtres sentients une considération morale, les êtres sentients étant ceux qui ont la capacité d'expérimenter des états de conscience positifs ou négatifs.

## Êtres sentients
Il existe différents degrés de complexité de systèmes nerveux parmi les animaux. Il est communément accepté que les neurones sont nécessaires pour qu'un animal soit sentient. Mais les scientifiques débattent encore du degré de complexité à partir duquel un animal commence à être sentient et peut ressentir de la souffrance ou du plaisir.
Le 7 juillet 2012 un groupe éminent international de neuroscientifiques cognitifs, s'est retrouvé à l'université de Cambridge (Royaume-Uni) pour fêter la Francis Crick Memorial Conference 2012. Il s'est intéressé au thème de la conscience chez les humains et les animaux; en présence du scientifique Stephen Hawking. Ils ont donné naissance à la Déclaration de Cambridge sur la conscience, dans laquelle il est reconnu que d'autres animaux distincts de l'être humain possèdent aussi le « substrat neuronal » permettant la conscience. Cela inclut les vertébrés (ce qui inclut les poissons et les lézards), et certains invertébrés comme les céphalopodes et les décapodes. Au Royaume-Uni, ces animaux sont légalement reconnus comme sentients,. Il y a débat sur la mesure dans laquelle les insectes disposent de ces capacités.

## Gradualisme
Il existe différents degrés de complexité de systèmes nerveux parmi les animaux. Par exemple les éponges marines sont dépourvues de neurones, les vers intestinaux sont dotés ~ 300 neurones, les humains ~ 86 milliards, les éléphants ~ 257 milliards. Bien que l'existence de neurones ne soit pas suffisante pour démontrer l'existence de la sentience chez un animal, c'est généralement considéré comme une condition nécessaire. Le sentientisme gradualiste propose que la valeur des individus est relative à leur degré de sentience, qui est supposé augmenter avec la complexité cognitive, émotionnelle et sociale.